# Restitutie-edict (1629)

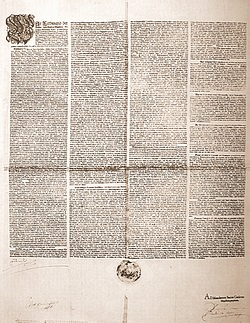
Restitutie-edict

Het Restitutie-edict dat op 6 maart 1629 werd uitgevaardigd was een poging van Habsburgse keizer Ferdinand II om de godsdienstige en territoriale afspraken van de Vrede van Augsburg (1555) in het Heilige Roomse Rijk te herstellen en de kerkelijke goederen terug te winnen, die door de protestanten vanaf 1552 stelselmatig onteigend waren. Het edict volgde op een reeks overwinningen van de keizerlijke troepen en die van de Katholieke Liga in de Dertigjarige Oorlog. Maar de tegenstand die dit edict opriep, luidde een nieuwe fase in de oorlog in.

## Voorgeschiedenis
Al in het najaar van 1627 had Ferdinand II in Mühlhausen op een bijeenkomst van de Duitse keurvorsten te kennen gegeven om de kwestie van de aangeslagen kerkelijke eigendommen te willen aanpakken. In het daaropvolgende jaar drongen Zuid-Duitse kerkleiders en de jezuïeten bij de keizer aan op concrete stappen. Gesterkt door de militaire successen van zijn leger onder Albrecht van Wallenstein ging Ferdinand II over tot het opstellen en verspreiden van het edict. Maar ook in zijn kamp waren er tegenstanders van deze drieste actie, waaronder Wallenstein en kardinaal Melchior Khlesl, bisschop van Wenen.

## Edict
Belangrijkste punt in het Restitutie-edict was de zogenaamde kerkelijke reservatie, het herstel van het kerkelijk bezit van Bremen en Maagdenburg, van twaalf bisdommen en van meer dan honderd kloosters. Duizenden protestanten dienden hun bezittingen te verlaten en aan de katholieken over te dragen; vervolgens moesten zij hun toevlucht zoeken in de protestantse landen.
Vooral in het noordwesten van Duitsland waren de consequenties van het edict ingrijpend. De invloed van Ferdinand II was er tot dan beperkt geweest. De keizerlijke ambtenaren die uitgezonden werden om de uitvoering van het edict af te dwingen vestigden tevens het keizerlijk gezag in een streek die geprofiteerd had van de zwakheid van het keizerlijk gezag gedurende bijna 100 jaar.

## Gevolgen
Wallenstein had een leger van 134.000 man verzameld, die bereid waren om voor de keizerlijke zaak te vechten, indien dat nodig mocht blijken. De Duitse vorsten verzamelden zich achter  keurvorst Maximiliaan I van Beieren om druk uit te oefenen op Ferdinand. Men wilde dat de keizer Wallenstein aan de kant zette. Gustaaf II van Zweden, die een luthers vorst was, steunde eveneens de protestanten. Zweden was op zijn beurt een bondgenoot van Frankrijk waar Richelieu het bewind voerde, die evenmin op goede voet met de Habsburgers stond.
Ferdinand II wilde de dynastie versterken en wilde zijn zoon Ferdinand III  tot rooms-koning laten verkiezen. Om ook een grotere deelname van het keizerrijk in de Europese conflicten te bereiken, riep hij de keurvorsten samen in Regensburg in 1630.
Johan George I van  Saksen en George Willem van Brandenburg, allebei protestant, protesteerden tegen het restitutie-edict en bleven afwezig. Zij  beseften  dat zij weinig te winnen hadden met een deelname aan de oorlog. Maximiliaan I van Beieren verwachtte op zijn beurt de afzetting van Wallenstein te kunnen bewerkstelligen.
Om de stem der keurvorsten te winnen offerde Ferdinand II in augustus 1630 Wallenstein op. Deze moest terugtreden. De afzetting van de belangrijkste militaire leider van dat moment was een belangrijke overwinning voor de keurvorsten; het was een gevoelig verlies voor Ferdinand II. De gebeurtenis werd echter overschaduwd door de ontscheping van Gustaaf Adolf  met 4.000 manschappen in Pommeren in juli 1630. Zonder Wallenstein moest Ferdinand II zich nu wenden tot Maximiliaan I van Beieren en de graaf van Tilly.